# Тамська сільська адміністрація
Та́мська сільська́ адміністра́ція (абх. Тамшь ақыҭа ахадара) — сільська адміністрація в складі Очамчирського району Абхазії. Адміністративний центр адміністрації — село Тамш.
Сільська адміністрація в часи СРСР існувала як Тамиська сільська рада. 1994 року, після адміністративної реформи в Абхазії, сільська рада була перетворена на сільську адміністрацію.
В адміністративному відношенні сільська адміністрація утворена з 4 сіл:
- Ануаарху (Ануаа-Рху)
- Науач (Наочі)
- Тамш (Тамиш)
- Цкриш

| Грузія | Це незавершена стаття з географії Грузії. Ви можете допомогти проєкту, виправивши або дописавши її. |